# 庫胡林

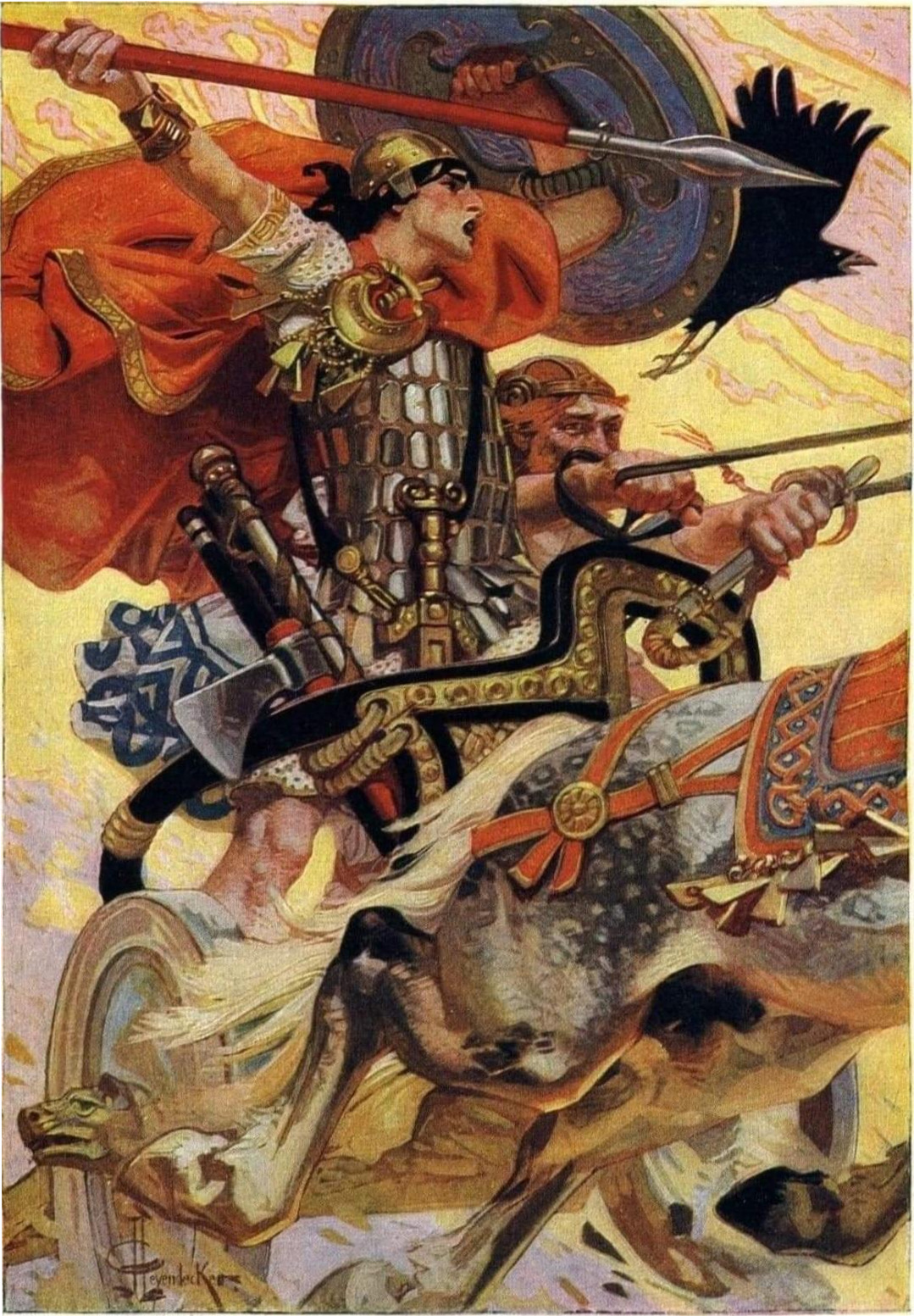
庫胡林乘他的戰車上陣《CúChulainn riding his chariot into battle》Joseph Christian Leyendecker畫，1911

庫胡林或稱庫丘林、古庫蘭，是凱爾特神話人物；半人半神的英雄，武器為神槍Gáe Bolg；乳名「瑟坦特」。

## 童年

### 鐵匠庫林的獵犬
瑟坦特七歲的時候，康納爾王受邀到鐵匠庫林（Culann）家做客，他也一同前往，在去宴會路上，貪玩的瑟坦特不顧康納爾王的叫喚聲，他忙著和其他孩子比賽玩球，所以回答說等玩完了就過去。然而康納爾王卻忘記告訴鐵匠庫林這件事，結果庫林在自己家的門前放出了看家犬。
對此毫不知情的瑟坦特一個人來到鐵匠家，結果被狗襲擊，但他卻反而徒手把狗給勒死了。這隻狗因為凶猛而出名，是鐵匠庫蘭自豪的愛犬。看到鐵匠失去愛犬痛心樣子的瑟坦特深感內疚，所以他向庫林承諾，在鐵匠育成下一隻看家犬之前，他將守護這間房子。

在國王的祭師凱斯巴（Cathba）的宣布下，他的名字成為庫胡林（Cú Chulainn），其意為庫林的猛犬，立誓一生不得吃狗肉。

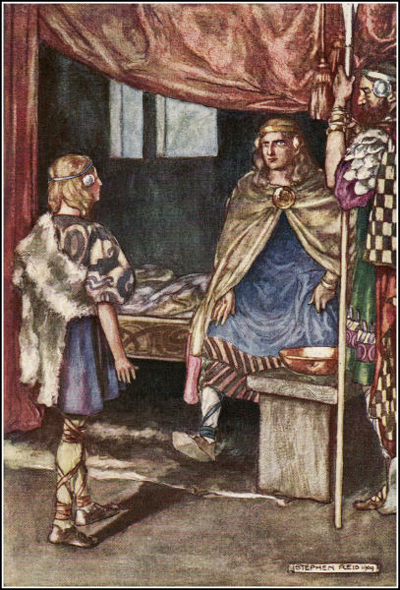
庫胡林打算跟國王要武器，史蒂芬‧瑞德(Stephen Reid)畫，1904，Eleanor Hull, The Boys' Cuchulain

### 祭師的預言
某日，在艾明馬夏（Emain Macha），庫胡林聽到先知凱斯巴和他的學生對話，凱斯巴預言今日是吉日，在這一天得到武器的騎士，將會成為名留千古的英雄。當時只有七歲的庫胡林前去向國王要武器，因為庫胡林覺得沒有稱手武器讓他的實力被侷限了。
看到庫胡林向國王要求武器，先知凱斯巴非常後悔，因為他的預言還沒說完：「在這一天得其武器的騎士，將會成為名留千古的英雄......但人生卻會非常短暫。」
康納爾王一開始覺得庫胡林年紀太小，歷練還不足以成為騎士，但在見到普通的兵器無法承受庫胡林強大的力量而毀損、騎乘的戰車也沒多久就毀壞之後，驚為天人的康納爾王答應庫胡林成為騎士，並給予匹配他力量的神兵和戰車。

## 青年

### 影之國

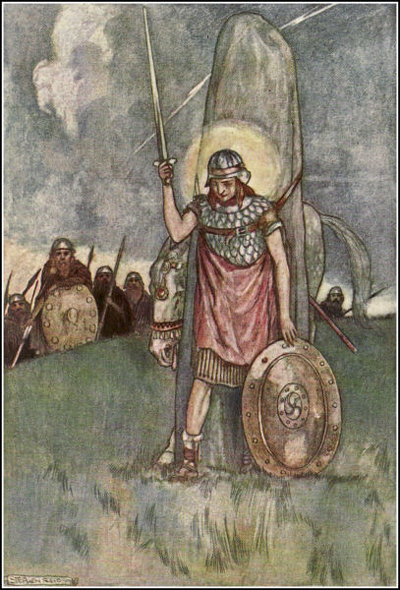
庫胡林瀕死 史蒂芬‧瑞德(Stephen Reid)畫 1904年，Eleanor Hull的The Boys' Cuchulain

庫胡林為了與愛人艾瑪（Emer）結婚而前往影之國（Isle of Skye）。在那裡他接受女戰士斯卡哈（Scathach）的磨練，庫胡林從斯卡哈身上學到所有的武術，斯卡哈讓他使用Gáe Bolg，一種可怕的帶刺長矛。在那段期間，他跟同樣接受訓練的弗迪亞德結識而成為摯友。
當時恰巧斯卡哈面臨對手艾弗（Aife）的挑戰，斯卡哈因為擔心好戰的庫胡林會在戰場上受傷，私下讓他喝藥沉睡，不讓他參加戰鬥。但對藥品免疫的庫胡林，沒睡太久就參加這場決鬥，打敗艾弗手下六名戰士。
艾弗向斯卡哈要求單挑，但斯卡哈因為前面的戰鬥已經有傷在身，最後由庫胡林上場對戰艾弗。擊敗艾弗後，庫胡林提出幾個條件：不再和斯卡哈為敵、和自己共度一夜並為他生一個孩子。如果艾弗答應就不殺她，艾弗答應庫胡林所有要求。後來庫胡林準備歸國時，留一枚金戒給懷孕的艾弗作為以後相認的信物，並告訴艾弗等孩子七歲時讓他來愛爾蘭找他，但他不能將自己是庫胡林之子的身分告訴任何人。
完成訓練的庫胡林離開影之國、回到阿爾斯特，完成了考驗和艾瑪結婚，並活躍在戰場前線守護家園。

### 殺死幼子
八年後，庫胡林的兒子康萊（Connla），依照他留的話來到愛爾蘭找庫胡林。康萊因為庫胡林所留下的要求，不能跟別人講他的身分，因而被當做入侵者。由於康萊武藝高強，擊敗了眾多的戰士，最終庫胡林出來與他廝殺。儘管艾瑪隨即意識到康萊是庫胡林之子並警告庫胡林，庫胡林表示，為了阿爾斯特的榮耀，不管對手是誰，他都必須殺死康萊。最後康萊被庫胡林在水中用Gáe Bolg擊殺。
奪牛長征記一戰中，庫胡林蔑视了掌管死亡的女神摩莉甘（Morrigan）的求愛而遭受詛咒，使其成為自己致命的敵人。最後被敵人梅芙（Medb）和克尔丁等人的奸計陷害，毀了自己的誓言，最後被敵人刺死。在死亡之前扶著他死去的愛馬將自己綁在石柱上，放聲大笑並看著水獺吸吮他流入河中的血，直到烏鴉停留在他的肩膀上，敵人才知道這個英雄死了。
庫胡林死時得年27歲，驗證了當時凱斯巴對這位永垂不朽卻英年早逝的英雄所做的預言。

## 相關作品

### 漫畫/動畫/遊戲
- 《巴哈姆特之怒》
- 《女神轉生系列》
- 《最終幻想系列》（Final Fantasy）
- 《百万亚瑟王系列》
- 《命運／停駐之夜》
- 《龍族拼圖》
- 《星刻龍騎士》
- 《英雄戰姬Gold》
- 《命運／冠位指定》（Fate/Grand Order）
- 《怪物彈珠》
- 《神之浩劫》
- 《Crash Fever》
- 《終末的女武神》禁傳眾神的默示錄

## 註解
1. ↑  . Royal Irish Academy. 1929: 151, 174, 190  [2011-11-28].
2. ↑  Kinsella 1969, pp. 82–84; Cecile O'Rahilly (ed. & trans.), Táin Bó Cúalnge from the Book of Leinster, Dublin Institute for Advanced Studies, 1967, pp. 159–163
3. ↑  .   [2014-04-12]. （原始内容存档于2021-01-19）.
4. ↑  Kinsella 1969, pp. 84–92
5. ↑  木村正俊, 松村賢一. . 東京堂. 2017. ISBN 978-4490108903.
6. 1 2  库诺·梅耶尔(译), "The Wooing of Emer" （页面存档备份，存于）, 考古回顾, 伦敦, volume 1, 1888年, 第68-75页; 150-155; 231-235; 298-307
7. ↑  Kinsella, Thomas; Le Brocquy, Louis. . . Oxford: Oxford University Press. 2002-11-21: 53. ISBN 978-0-19-150638-3. OCLC 823180762.
8. ↑  .   [2014-04-12]. （原始内容存档于2021-01-19）.